# Limfopenie
Limfopenia este un dezechilibru în care nivelul de limfocite în sânge este anormal de scăzut. Limfocitele sunt celule albe din sânge cu funcții importante în sistemul imunitar. Opusul acestei boli este limfocitoza, care se referă la un nivel excesiv de limfocite.
Limfopenia poate fi prezentă ca parte a unei pancitopenii, când toate tipurile de celule din sânge sunt prezente în număr redus.

## Clasificare
În unele cazuri, limfopenia poate fi clasificată în funcție de ce fel de limfocite sunt reduse ca număr. Dacă toate cele trei tipuri de limfocite sunt suprimate, atunci termenul este folosit fără calificare.
- În limfopenia T, există prea puține limfocite T, dar numere normale de alte limfocite. Provoacă și se manifestă ca deficit de celule T. Aceasta este de obicei cauzată de infecția cu HIV (care rezultă în SIDA), dar poate fi limfopenie idiopatică CD4+, care este o tulburare heterogenă foarte rară definită de un număr de celule T CD4+ de sub 300 celule/µL în absența oricărei condiții imunodeficiente cunoscute, precum HIV sau chimioterapie[3].
- În limfopenia B, există prea puține limfocite B, dar numere normale de alte limfocite. Provoacă și se manifestă ca un deficit imun umoral. Aceasta este de obicei cauzată de medicamente care suprimă sistemul imunitar.
- În limfopnia NK, există prea puține celule natural killer, dar numere normale de alte limfocite. Aceasta este foarte rar întâlnită.

## Cauze
Cea mai frecventă cauză a limfopeniei temporare este o infecție recentă, precum răceala.
Limfopenia, dar nu limfopenia idiopatică CD4+, este asociată cu utilizarea de corticosteroizi, infecții cu HIV și alți agenți virali, bacterieni și fungici, malnutriție, lupus eritematos sistemic, stres sever, exercițiu fizic intens sau prelungit (datorită eliberării de cortizol), artrită reumatoidă, sarcoidoză, scleroză multiplă și condițiiiatrogene (provocate de alte tratamente medicale).
Limfopenia este un rezultat temporar frecvent al mai multor tipuri de chimioterapie, cum ar fi cu agenți citotoxici sau medicamente imunosupresoare. Unele tumori maligne care s-au răspândit la măduva osoasă, cum ar fi leucemia sau limfomul Hodgkin avansat, cauzează limfopenie.
O altă cauză este infecția cu virus Influenza A H1N1 (și alte subtipuri de virus Influenza A) și apoi este adesea asociată cu monocitoza. Virusul H1N1 a fost responsabil pentru gripa spaniolă, în gripa pandemică din 2009 și pentru epidemia de gripă din Brazilia din 2016.
Doze mari de radiații, precum în accidente nucleare sau radiații medicale pe întregul corp, pot provoca limfopenie.

## Diagnostic
Limfopenia este diagnosticată atunci când hemograma arată un număr de limfocite mai mic decât cel corespunzător intervalului de referință al vârstei (de exemplu, sub 1,0 x 10(9)/L la un adult).

## Prognostic
Limfopenia care este cauzată de infecții tinde să se rezolve de la sine odată ce infecția s-a vindecat. Pacienții cu limfopenie idiopatică CD4+ pot avea fie un număr anormal de scăzut, dar stabil, de celule CD4+, fie un număr anormal de scăzut și progresiv în scădere de celule CD4+. Aceasta din urmă este limfopenie terminală.

## Alte animale
Limfopenia cauzată de infecții retrovirale cu virusul leucemiei feline și virusul imunodeficienței feline este tratată cu imunomodulatoare de limfocite T.